# Dialeuropora holboelliae
Dialeuropora holboelliae là một loài côn trùng cánh nửa trong họ Aleyrodidae, phân họ Aleyrodinae.
Dialeuropora holboelliae được Young miêu tả khoa học đầu tiên năm 1944.